# Taifun Chan-hom (2009)
Taifun Chan-hom (Internationale Bezeichnung: 0902, JTWC-Bezeichnung: 02W, PAGASA-Name: Emong) war der zweite tropische Wirbelsturm der pazifischen Taifunsaison 2009. Chan-hom entwickelte sich aus einem Gebiet konvektiver Bewölkung und einer Wetterstörung südöstlich von Nha Trang, Vietnam. Es verband sich am 2. Mai mit den Resten des tropischen Tiefdruckgebietes Crising. Das System zog nach Nordosten und entwickelte sich dabei langsam zu einem tropischen Tiefdruckgebiet. Am nächsten Tag wurde das Tiefdruckgebiet zu einem tropischen Sturm aufgestuft, und das Regional Specialized Meteorological Centre in Tokio vergab den Namen Chan-hom. Dieser Name wurde von Laos vorgeschlagen und bezeichnet einen Baum. Am 6. Mai intensivierte sich der Sturm zu einem Taifun äquivalent zur Kategorie 1 der Saffir-Simpson-Hurrikan-Windskala und einen Tag später zur Kategorie 2. Nachdem Chan-hom über den Norden Luzons hinweg gezogen war, schwächte sich der Taifun zu einem schweren tropischen Sturm ab. Der Sturm zog dann auf den offenen Pazifik östlich der Philippinen hinaus, wo er kontinuierlich an Kraft verlor und sich am 10. Mai auflöste.

## Sturmverlauf

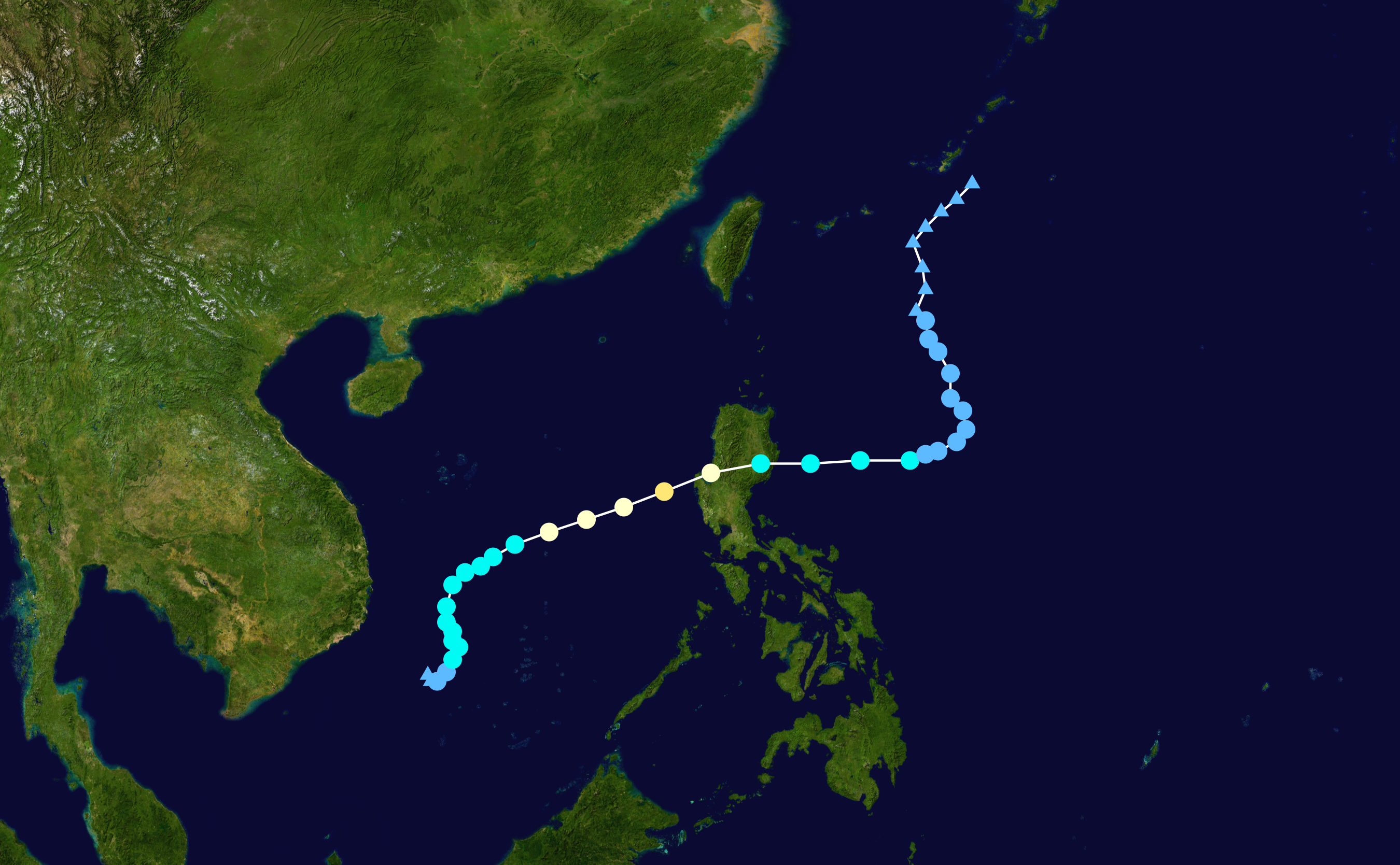
Zugbahn

Das System, das sich zum Taifun Chan-hom entwickelte, hatte seinen Ursprung als schwache tropische Störung südöstlich von Nha Trang, Vietnam im Südchinesischen Meer. Früh am nächsten Morgen meldete das Joint Typhoon Warning Center (JTWC), dass die bodennahe Zirkulation im Zentrum teilweise freigestellt war und langgezogen hat. Die tiefe Konvektion befand sich nördlich des Zentrums und begann sich sowohl um den westlichen als auch den östlichen Teil des Systems zu legen. Zu diesem Zeitpunkt befand sich die Zirkulation in einem Gebiet mit geringer vertikaler Windscherung, während ein Antizyklon in der Höhe sich östlich des bodennahen Zirkulationszentrums befand. Im Tagesverlauf meldete die Japan Meteorological Agency (JMA), dass sich die Störung zum vierten tropischen Tiefdruckgebiet des Jahres im westlichen Nordpazifik entwickelt hat. Am Tagesende gab das JTWC einen Tropical Cyclone Formation Alert (TCFA) zu dem System aus, das inzwischen ein gut definiertes, bodennahes Zirkulationszentrum aufwies. Dieses hatte sich unter die sich weiter vergrößernde und inzwischen besser organisierte Konvektionszone geschoben.
Am Nachmittag des 3. Mai meldete die JMA, dass sich das Tiefdruckgebiet zu einem tropischen Sturm intensiviert hat und wies dem Sturm den Namen Chan-hom zu. Zum gleichen Zeitpunkt klassifizierte das JTWC das System als Tropisches Tiefdruckgebiet 02W. Das JTWC meldete, dass sich das Tiefdruckgebiet in der Monsunrinne bildete und sich langsam entwickelte, wobei es seit der Bekanntgabe des TCFA nahezu stationär war. Es befand sich nun unter dem Einfluss mäßiger vertikaler Windscherung und eines bodennahen Hochdruckrückens südöstlich des Systems. Das JTWC meldete sechs Stunden später als die JMA die Intensivierung zu einem tropischen Sturm. Dies ist deswegen ungewöhnlich, weil das Joint Typhoon Warning Center die Klassifizierung aufgrund von einminütigen andauernden Windgeschwindigkeiten vornimmt, im Gegensatz zur Japan Meteorological Agency, welche die andauernden Windgeschwindigkeiten in einem Intervall von zehn Minuten ermittelt. Deswegen liegen die aus Pearl Harbor bekanntgegebenen Windstärken regelmäßig über denen des RMSCs in Tokio.
Das System zog dann ostwärts und intensivierte sich nach einer Pause am 6. Mai zu einem Taifun. Äquivalent zur Kategorie 2 der Saffir-Simpson-Hurrikan-Windskala, die allerdings im westlichen Pazifischen Ozean nicht offiziell angewendet wird, überquerte der Taifun in der Provinz Pangasinan die Küstenlinie im Norden Luzons und wurde über Land zum tropischen Sturm herabgestuft.
Chan-hom – der auf den Philippinen als Emong bekannt ist, zog direkt über die Provinzen Pangasinan, La Union, Ilocos Sur, Benguet, Nueva Vizcaya, Ifugao, die Mountain Province, Kalinga und Isabela hinweg.
Der Sturm gelangte östlich der Philippinen zwar noch über das Wasser des offenen Pazifischen Ozeans, sah sich aber mit einem Gebiet mit mäßiger Windscherung konfrontiert, sodass er sich zu einem tropischen Tiefdruckgebiet abschwächte. Sowohl das JTWC als auch die JMA gaben am 9. Mai ihre letzten Warnungen zu dem System aus.

## Vorbereitungen

### Vietnam
Als sich Chan-hom im Südchinesischen Meer bildete, warnten die vietnamesischen Behörden die Schifffahrt und empfahl, die Gebiete in der Nähe des Sturms zu meiden. Vierzehn Provinzen an der Küste des Staates wurden vor hohem Wellengang gewarnt. Den im Hafen liegenden Schiffen wurde verboten, in See zu stechen, da eine Wellenhöhe von bis zu sieben Metern erwartet wurde.

### Philippinen
PAGASA warnte die Bewohner in niedrig gelegenen Küstengebieten und solche, die an Berghängen lebten, vor dem Sturm, der den lokalen Namen Emong erhielt. Die Bevölkerung der betroffenen Gebiete wurde aufgefordert, geeignete Gegenmaßnahmen bezüglich Sturmflut, Sturzfluten und Erdrutschen zu unternehmen. Die philippinische Präsidentin Gloria Macapagal-Arroyo wies den nationalen Katastrophenkoordinierungsrat an, die Öffentlichkeit stündlich mit neuesten Informationen über das Eintreffen des Taifuns zu versorgen. PAGASA setzte die Warnsignale Nummer 2 und 3. Diese Warnstufen galten für den größten Teil des Nordens und der Mitte Luzons, wo PAGASA den Landfall Emongs am 7. Mai erwartete. Signal Nummer 2 warnt vor Windgeschwindigkeiten von 61 bis 100 Kilometern pro Stunde und Signal Nummer 3 wird ausgelöst, wo Windgeschwindigkeiten von 100 bis 185 Kilometern pro Stunde erwartet werden.
Alle Sturmwarnungen für die Philippinen wurden nach dem Durchzug des Taifuns am 8. Mai um 10:30 Uhr Ortszeit (02:30 UTC) aufgehoben.

## Auswirkungen

### Vietnam
Aus Vietnam wurden keine Gebäudeschäden durch Chan-hom gemeldet.

### Philippinen
Auf den Philippinen brachte der Taifun für weite Teile Luzons zwischen dem 6. und 8. Mai einen 48-stündigen Dauerregen mit sich, der seinen Höhepunkt am 7. Mai erreichte. Windgeschwindigkeiten von 85 bis 140 Kilometern pro Stunde und Starkregen mit einer Niederschlagsmenge von mehr als 200 Millimetern innerhalb von 24 Stunden führten in den Provinzen Abra, Quirino, Cagayan, Apayao, Ilocos Norte und Aurora zu Verwüstungen. In Zambales fielen mehr als 135 Millimeter Niederschlag, auch über Pampanga, Nueva Ecija, Tarlac, Bulacan, Bataan, Metro Manila und Teile des Südens der Insel war der Regen sehr stark. Mäßiger Niederschlag wurden in der Provinz Quezon und der Bicol-Region registriert. Der Fluss Cagayan trat über die Ufer.
Für den Westen der Provinz Pangasinan wurde der Notstand erklärt. In dieser Provinz tötete Emong mindestens 16 Personen. Diese ertranken, starben unter den Trümmern ihrer zusammenbrechenden Häuser oder wurden von herumfliegenden Teilen getroffen. In der Stadt Anda deckte der Taifun 90 Prozent der Hausdächer ab, Mangobäume wurden entwurzelt und Fischkulturen wurden ins Meer gespült. In der Provinz Ifugao kamen mindestens 10 Personen durch Erdrutsche ums Leben. Brücken zwischen Lamut und Bagabag stürzten ein. In der Provinz Isabela ertranken in San Mateo „alle Arbeitstiere“, als der durch den Ort fließende Fluss über die Ufer trat.
Das Zentrum des Sturm fegte mit deutlich über 150 Kilometer pro Stunde über Bolinao hinweg und verwüstete die Stadt und die umliegenden Ortschaften. Ein großer Teil der sehr armen Landbevölkerung verlor Hab und Gut. Viele der großen Mango- und Saraguelas-Bäume wurden entwurzelt und Bananenstauden geknickt.
Vorläufige Berichte des National Disaster Coordinating Council vom Mittag des 9. Mai (Ortszeit) bezifferte den Sachschaden an Landwirtschaft, Infrastruktur und Privatvermögen auf mit 380 Millionen Philippinischen Pesos. Insgesamt waren nach offiziellen Zählungen zu diesem Zeitpunkt 64.347 Personen von den Auswirkungen des Taifuns auf den Philippinen direkt betroffen, 2879 Häuser wurden in der Provinz Pangasinan völlig zerstört und 4640 Häuser beschädigt. Bis zu diesem Zeitpunkt wurden in den beiden Provinzen Zambales und Ifugao elf Erdrutsche registriert.

### Malaysia
Auf einer Insel vor der Küste des Staates Malaysia wurde ein Mann durch einen umstürzenden Baum getötet. Der Baum wurde durch einen Blitzschlag gefällt. Der Mann befand sich an dieser Stelle, weil er als Nachtwächter einer Produktionsfirma arbeitete, die auf der Insel eine Realityshow mit dem Titel Expedition Robinson produzierte.